# Ilse Lakmann
Ilse Lakmann (* 26. Juli 1935 in Brake; † 31. August 2013 in Bremen) war eine deutsche Politikerin (SPD) und Mitglied der Bremischen Bürgerschaft.

## Biografie
Lakmann war Mitglied der SPD und Mitglied in den Vorständen ihres Ortsvereins und des SPD-Unterbezirks Bremen-West. Sie war vor 1987 Mitglied im Beirat Findorff, Walle und Gröpelingen.
Lakmann war acht Jahre lang von 1987 bis 1995 Mitglied der Bremischen Bürgerschaft. Ihre parlamentarische Arbeit fand ihre Schwerpunkte in den Deputationen für Bildung, für Gesundheit, für Ernährung, Landwirtschaft und Verbraucherfragen sowie für Inneres.